# Orašac (Visoko, BiH)
Orašac je naseljeno mjesto u gradu Visokom, Federacija Bosne i Hercegovine, BiH.

## Stanovništvo

### 1991.
Nacionalni sastav stanovništva 1991. godine, bio je sljedeći:
ukupno: 576
- Muslimani - 538
- Srbi - 37
- Jugoslaveni - 1

### 2013.
Nacionalni sastav stanovništva 2013. godine, bio je sljedeći:
ukupno: 744
- Bošnjaci - 734
- Srbi - 1
- ostali, neopredijeljeni i nepoznato - 9